# Gesta principum Polonorum

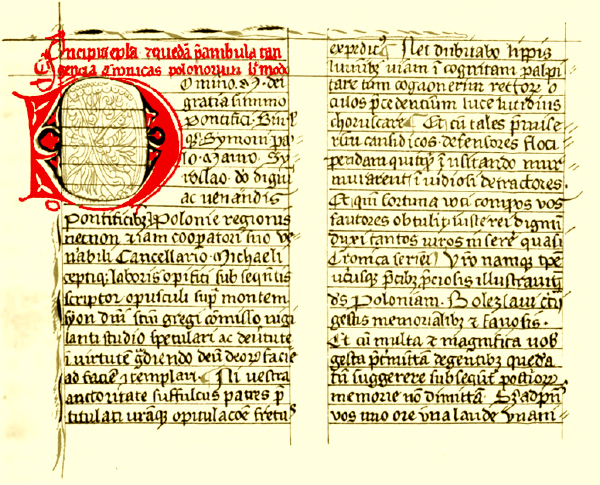
De proloog van de gesta

De Gesta principum Polonorum (Pools: Kronika Galla Anonima) is een 12e-eeuwse kroniek die tussen 1112 en 1117 door Gallus Anonymus is geschreven met de bedoeling om de heerschappij van Bolesław III van Polen te verheerlijken.
De kroniek bestaat uit een proloog en drie boeken. De proloog begint met een verwijzing naar Marcin I van Gniezno, de bisschoppen onder hem en kanselier Michał. Het eerste boek is naar eigen zeggen gebaseerd op orale traditie en vertelt het verhaal van de opkomst van de Piasten. Boek twee en drie gaan over de heerschappij van Bolesław III.
Gallus heeft de kroniek waarschijnlijk voor een publiek bestaand uit vrienden en aanhangers aan het hof van Bolesław III geschreven. Sommige onderzoekers denken dat Gallus door de Poolse koning in crisistijd in dienst is genomen.